# Wyżni Zbójnicki Staw
Wyżni Zbójnicki Staw (słow. Vyšné Zbojnícke pleso, Sesterské pleso I) – staw położony na wysokości ok. 1972 m n.p.m. w górnych partiach Doliny Staroleśnej, w słowackich Tatrach Wysokich. Pomiary pracowników TANAP-u z lat 60. XX w. wykazują, że ma powierzchnię ok. 0,642 ha, wymiary 115 × 95 m i głębokość ok. 8 m. Leży w południowo-zachodniej części Zbójnickiej Równi, u podnóża krótkiej grani zwanej Świstowym Grzbietem odchodzącej od Świstowego Szczytu, która oddziela Dolinę Staroleśną od Kotliny pod Rohatką i Dzikiej Kotliny. Jest największym i zarazem najwyżej położonym stawem z grupy Zbójnickich Stawów wchodzących w skład 27 Staroleśnych Stawów, oprócz niego w grupie tej znajdują się Pośredni i Niżni Zbójnicki Staw.
Nazwa Zbójnickich Stawów wiąże się ze zbójnictwem tatrzańskim. Brak jest jednak powiązań zbójnictwa z tymi konkretnymi stawami ani z obiektami w ich otoczeniu.

## Szlaki turystyczne
Czasy przejścia podane na podstawie mapy.
  – niebieski szlak znad Wodospadów Zimnej Wody i Rainerowej Chatki wzdłuż Staroleśnego Potoku do Schroniska Zbójnickiego i dalej na Rohatkę (szlak przechodzi nieopodal Wyżniego Zbójnickiego Stawu).
- Czas przejścia od Rainerowej Chatki do schroniska: 2:15 h, ↓ 1:45 h
- Czas przejścia od schroniska na przełęcz: 1:15 h, ↓ 55 min

## Bibliografia

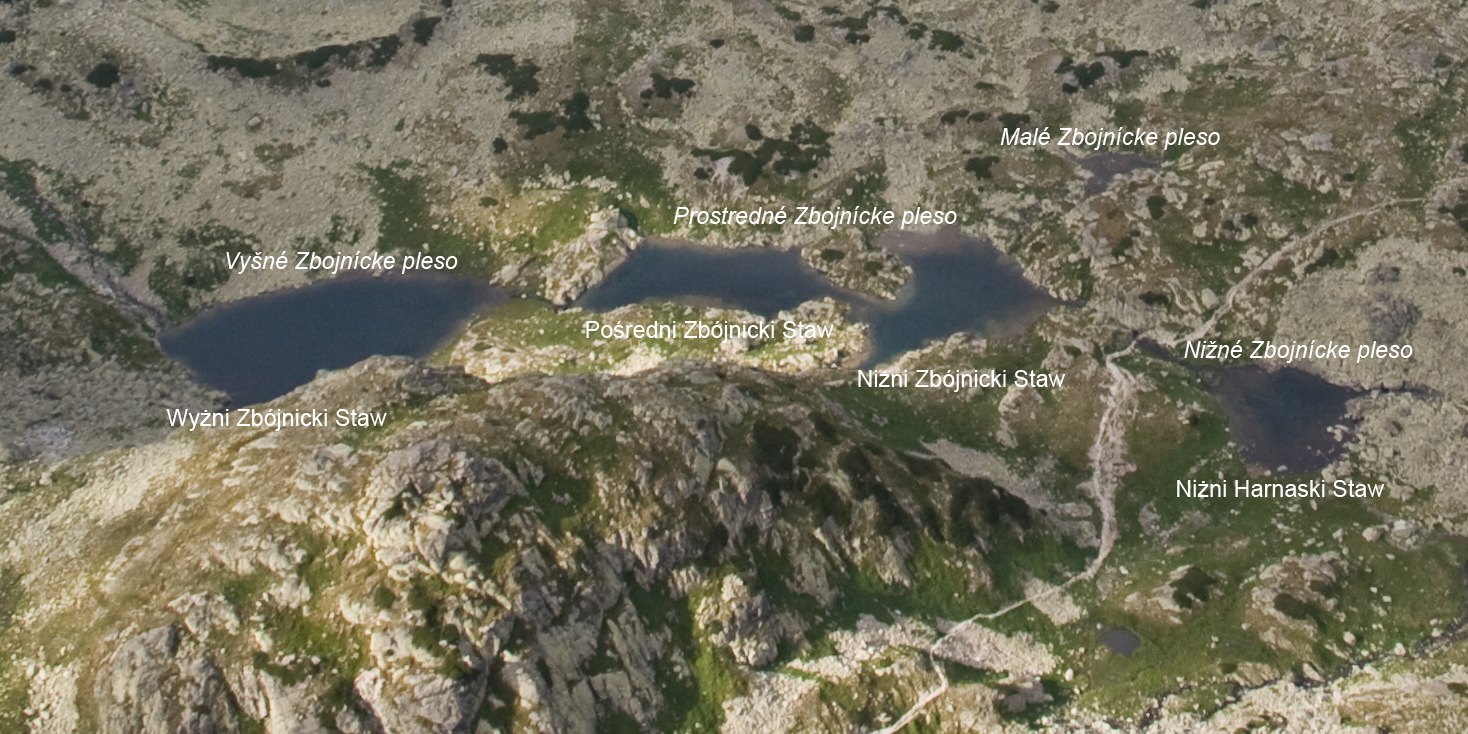
Zbójnickie Stawy